# Les Horizons perdus (roman)
Pour les articles homonymes, voir Les Horizons perdus.
Les Horizons perdus (ou Horizon perdu ; en anglais : Lost Horizon) est un roman d'aventures fantastique. Écrit par l'écrivain britannique James Hilton, il est paru en 1933.
Il fut plusieurs fois adapté, dont une première fois au cinéma par Frank Capra. S'inscrivant dans le genre des mondes perdus, il est à l'origine de Shangri-La, monastère utopique fictif situé au Tibet.

## Intrigue
Le roman est constitué en mise en abîme, avec le prologue et l'épilogue qui est raconté par un neurologue. Le cœur du roman constitue le récit de Conway (le héros) recueilli par leur ami commun Rutherford, :

### Prologue
Le narrateur, un neurologue, rencontre ses anciens camarades d'école à l'aéroport berlinois de Templehof, lors d'une réception organisée par Wyland, secrétaire à l'ambassade de Grande-Bretagne. Au fil de la conversation est évoqué le mystérieux vol d'un avion survenu autrefois à Baskul (ville afghane fictive), dans lequel se trouvait un certain consul nommé Hugh « Glori » Conway. En mai 1931, cet homme était chargé du transfert de ressortissants occidentaux vers Peshawar, dans le Raj britannique (actuel Pakistan), à la suite d'une révolte. Le dernier avion à évacuer, conçu à l'origine pour le maharadjah de Chandrapore, fut détourné le 20 du mois par un inconnu qui avait assommé le pilote et volé son costume. À l'intérieur de l'appareil se trouvait donc Conway, brillant diplomate diplômé d'Oxford âgé de 37 ans, traumatisé psychologiquement par la Première Guerre mondiale. Il était accompagné par son vice-consul Mallinson, la missionnaire Miss Brinklow et l'homme d'affaires américain Barnard. Depuis l'incident, plus personne ne les revit.
Pourtant, un convive nommé Rutherford affirme au narrateur avoir rencontré le diplomate en Chine, alors qu'il se trouvait par hasard de passage dans une mission de Chung Kiang (peut-être Chongqing), plusieurs mois après sa disparition, le 5 octobre de cette année là. Les religieux sur place lui présentèrent en effet un homme amnésique, qui n'était plus que l'ombre de lui-même et qu'il reconnut comme étant le fameux disparu. Il resta avec lui jusqu'à ce qu'il fut assez en forme pour pouvoir repartir, pour ensuite prendre un navire japonais entre Shanghai et Honolulu (Hawaï). Au cours du trajet, le malade entendit un célèbre musicien jouer du piano et, sans comprendre pourquoi, se mit lui-même à jouer un air inédit du compositeur Frédéric Chopin, qu'il avait appris avant son amnésie.
Cet évènement lui permit de recouvrir progressivement la mémoire : il en profita donc pour narrer son histoire à Rutherford. Mais peu après, la veille de leur arrivée à destination, il s'éclipsa discrètement. Par la suite, il lui envoya une lettre pour lui expliquer qu'il était parti pour Bangkok (Thaïlande) le 3 février suivant, via les îles Fidji et qu'il désirait partir vers le nord-ouest. Il le remerciait et lui remboursait tous les frais déboursés pour ses soins. De sa longue conversation sur le navire avec Conway, Rutherford tira des notes qu'il réorganisa en un manuscrit. Il remet celui-ci au narrateur avant qu'ils se séparent.

### Récit de Conway

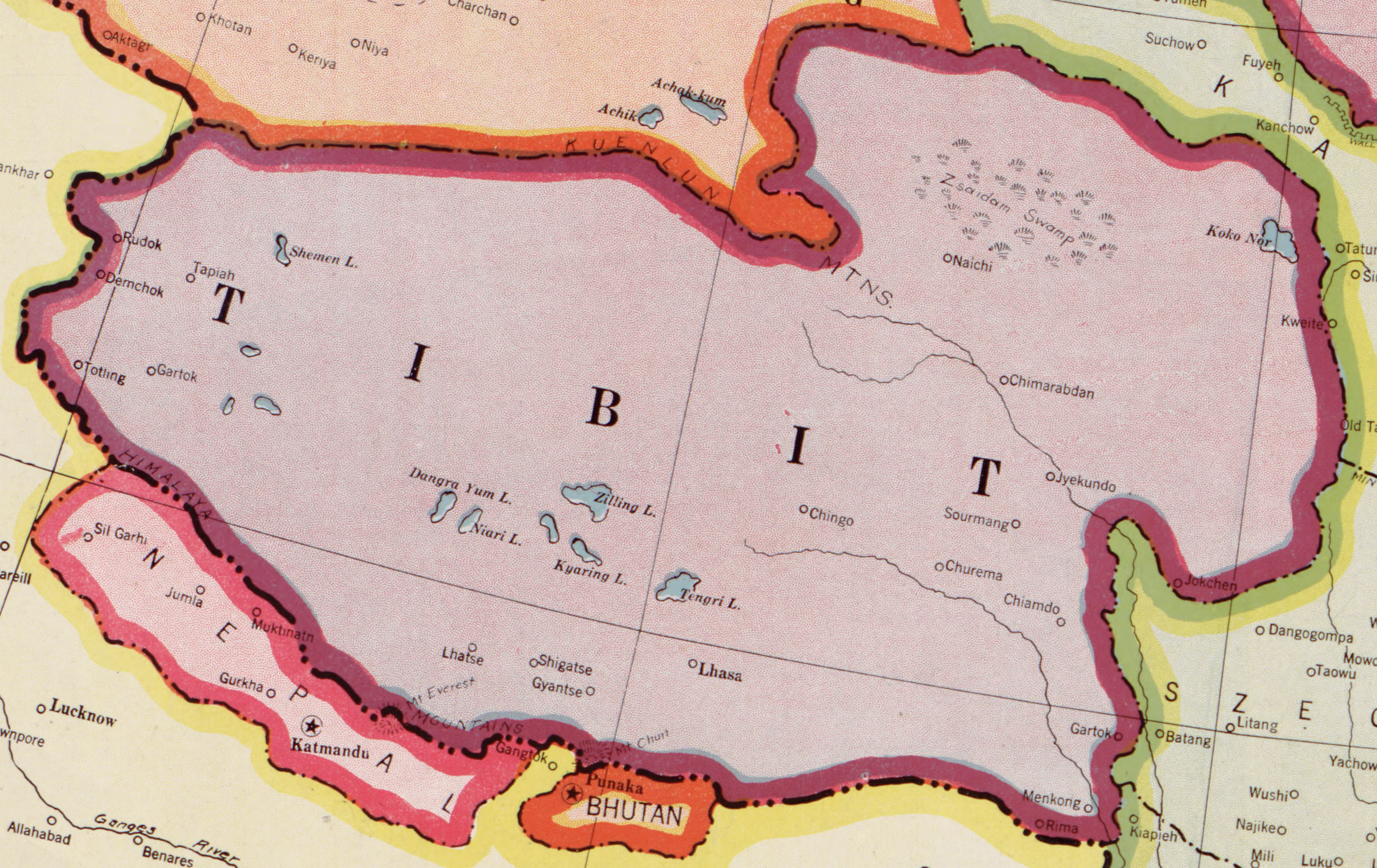
Carte du Tibet en 1932. La cordillère du Kunlun est visible sur la frontière nord, désignée ici sous le nom de « Kuenlun ».

L'embarquement à bord de l'avion et le début du trajet se déroulent sans encombre. Mais au fur et à mesure, les passagers se rendent compte qu'ils ne suivent pas le bon trajet. Le pilote se révèle être un pirate de l'air asiatique du nom de Talu, détournant l'appareil à travers des régions montagnardes hostiles, sans fournir la moindre explication sur son acte. Quant aux passagers, ils ignorent où ils sont. Conway croit d'abord reconnaître la vallée supérieure de l'Indus et le Nanga Parbat (montagne pakistanaise de l'Himalaya). Puis, il voit la chaîne de montagnes du Karakoram avec le K2 et en conclut qu'ils sont sans doute en route pour le Tibet. Toujours pendant le trajet, les passagers tentent de se rebeller contre le pilote, sans succès.

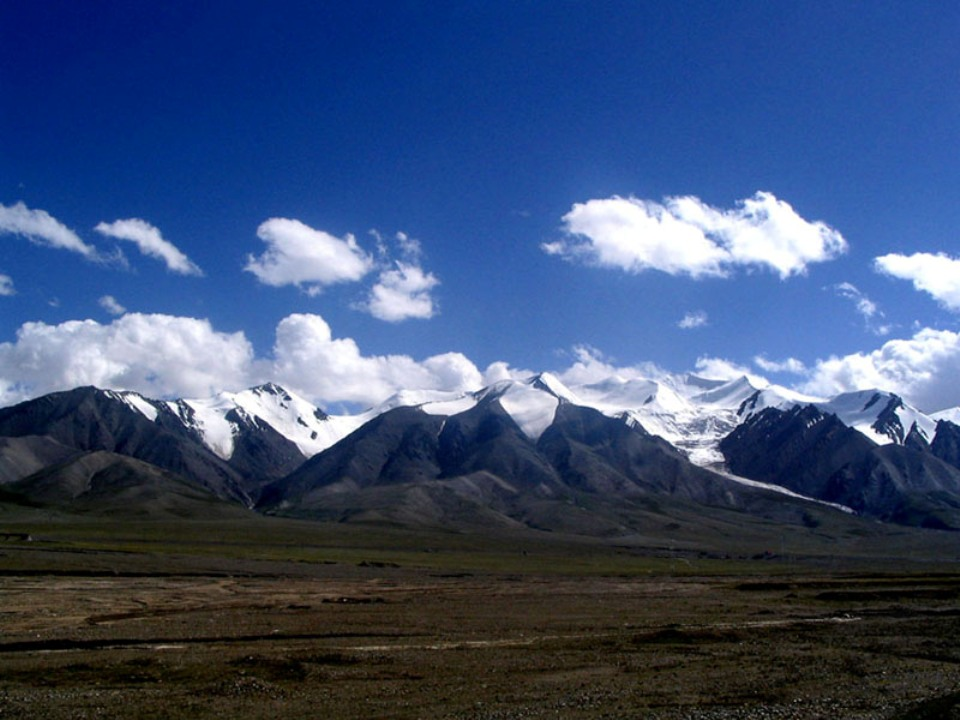
Cordillère du Kunlun.

Puis, l'appareil tente brusquement d'atterrir, avant de s'écraser au milieu d'une région désertique et inaccessible, entre la cordillère du Kunlun et le plateau tibétain. L'accident coûte la vie au pilote qui, avant de mourir, a toutefois le temps de confirmer à Conway que lui et ses amis se trouvent bien au Tibet. Il leur conseille de rejoindre la lamaserie toute proche de Shangri-La (col Shangri en tibétain). Alors que les quatre passagers hésitent à s'y rendre, ils rencontrent une procession transportant une chaise à porteurs où est assis un Chinois nommé Chang, s'exprimant dans un parfait anglais. Celui-ci leur propose de les accompagner jusqu'au monastère, afin de les y accueillir.
Le site est composé de pavillons colorés aux toits d'un blanc laiteux, situé à 1 500 m d'altitude. Il se tient sur les flancs du Karakal. Cette montagne fictive, dont le nom signifie « Lune bleue », est une pyramide aussi effrayante que fascinante, apaisante par sa lumière bleutée, qui culmine à plus de 8 500 m. Au fond de la vallée voisine, très fertile, une vaste surface de terres arables est cultivée. Il y pousse notamment du tabac, chose rendue possible par le microclimat ambiant. Là vivent plusieurs milliers d'habitants, régis par l'autorité spirituelle du monastère. Bien qu'isolé du reste du monde, celui-ci est équipé du confort moderne, avec un chauffage central, des baignoires fabriquées à Akron (dans l'Ohio, aux États-Unis)… L'intérieur est orné d'objets en laque, de tapisseries, de céramiques chinoises de la dynastie des Song, le tout éclairé par des lanternes en papier. Quant au jardin, accessible par une colonnade et des marches, il abrite un bassin en forme de lotus, entouré de lions, de dragons et de licornes en bronze. Les différents objets nécessaires au fonctionnement comme au confort des lieux sont obtenus grâce à l'or exploité dans la région, par le biais d'un savant processus permettant de commercer avec le reste du monde sans pour autant mettre en péril la tranquillité des moines.
Les habitants, majoritairement des Tibétains et des Chinois parmi les multiples origines, sont constitués d'une cinquantaine portant le titre de lama, plus quelques postulants à ce titre. Leurs coutumes, mêlant influences chinoises, tibétaines et occidentales, les incitent à accueillir très hospitalièrement les rares étrangers à s'aventurer dans les parages, tels que nos quatre héros. Chang, qui ne déroge pas à cette règle, répond à leurs différentes questions, leur expliquant que le fonctionnement de la communauté est essentiellement basé sur la modération, dans une doctrine évoquant le bouddhisme. Les religieux gouvernent avec un sévérité modérée et sont gratifiés en retour d'une obéissance modérée ; de même que les habitants sont modérés dans chaque vertu.
En revanche, concernant la possibilité de trouver un moyen de quitter les lieux pour revenir chez eux, Chang ne peut leur fournir que des réponses évasives. Il leur promet ainsi une possibilité de départ dans un temps prochain grâce à des porteurs itinérants pérégrinant dans la région. Mais les jours passent, puis les semaines, et les voyageurs sont coincés dans le monastère, sans pouvoir retourner chez eux. Trois d'entre eux s'y plaisent et ne sont pas gênés par cette situation. Miss Brinklow envisage d'installer une mission sur place. Barnard (qui est en réalité le trader en cavale Chalmers Bryant) veut s'y cacher et exploiter les filons d'or de la région. Enfin, Conway y trouve la sérénité qu'il recherchait.
En revanche, Mallinson est toujours aussi excité par son désir de retourner à la « civilisation » et fait tout son possible pour que son supérieur l'aide dans sa démarche, déçu face à la résignation de ce dernier. Entre temps, les deux hommes tombent amoureux d'une habitante des lieux, la Mandchoue Lo-Tsen. Elle ne parle pas anglais mais joue merveilleusement du clavecin, accompagnée par un joueur de piano-forte. Cette princesse devait se rendre à Kachgar (Chine) pour y rencontrer son fiancé, un prince turc avec lequel elle devait procéder à un mariage arrangé. Au cours de son voyage, elle s'arrêta par hasard au monastère et y demeure depuis.
Conway s'intéresse de plus en plus à ce mystérieux monastère et poursuit ses investigations, interrogeant Chang sur ses différents aspects. Il échange également avec les différents moines, dont un pasteur spécialiste d'Emily Brontë, ainsi qu'un certain Briac. Cet ancien élève de Frédéric Chopin apprend à Conway un air inédit du musicien : le même que le diplomate jouera sur le bateau avant de recouvrer sa mémoire. Il passe aussi du temps dans la bibliothèque, regorgeant de livres en provenance du monde entier, rédigés en diverses langues, renforçant le cosmopolitisme des lieux.
Chose plus surprenante, il est régulièrement invité par le Grand Lama dans ses appartements, privilège réservé à de rares personnes. Celui-ci raconte la fondation de la version actuelle du monastère, au début du XVIIIe siècle, par un frère capucin luxembourgeois du nom de Perrault. Cet homme était parti en Asie à la recherche de chrétiens nestoriens qui y vivaient autrefois et, seul survivant de son expédition, aboutit au col. Au début, il voulut convertir les autochtones au christianisme, mais il apprit leur culture à leur contact. Mêlant ses traditions aux leurs, il dirigea une communauté où s'entend aussi bien le Te Deum Laudamus que le Om Mane Padme Om.
Au fil du temps, des moines d'origine diverses rejoignirent ces lieux où le temps n'agit presque pas sur eux, le fondateur lui-même ayant atteint les 250 ans. Conway suppose d'ailleurs que ce dernier n'est autre que le Grand Lama à qui il s'adresse. La musicienne Lo-Tsen ne fait pas exception, étant arrivée sur les lieux en 1884 à l'âge de 18 ans, elle a conservé depuis l'âge qu'elle avait en arrivant. Cette longévité s'atteint au sein du monastère au prix d'un renoncement aux passions quotidiennes et de rigoureuses études. Le rapport au temps est différent pour ceux concernés. Le lieu, isolé aussi géographiquement que temporellement, est préservé des troubles qui secouent le reste du monde.
Au cours de sa longue vie, le religieux reçut en 1803 la visite d'un noble Autrichien du nom de Henschell, le deuxième Européen à arriver sur le site. Ruiné en bataillant lors de la campagne d'Italie contre Napoléon Ier, il traversa l'Asie pour reconstituer sa fortune. Il ne se souvint pas comment il arriva à Shangri-La, où il fut accueilli par les habitants. Rapidement, l'homme voulut exploiter les filons d'or dans la région, afin de s'enrichir. Mais, en entendant parler des légendes entourant Perrault, il se décida à le rencontrer. La douceur et la sagesse qui émanait de sa personne, mêlées à la paisibilité de ce lieu détaché des soucis matériels, modifièrent le caractère du prospecteur. Il se prit d'affection pour le religieux et l'aida même dans la gestion du monastère. Ainsi, il fut à l'origine des collections d'art chinois, de la bibliothèque et des acquisitions musicales. De même qu'il instaura un système ingénieux permettant de commercer avec le monde extérieur. Il prenait toutefois mille précautions pour éviter que la vallée ne soit découverte et pillée par certains étrangers qui auraient eu vent de son existence.
Mais la zone est si perdue, si inaccessible, que cet évènement redouté a finalement peu de chances de se produire. Le problème est qu'au fil du temps, la population du monastère ne se renouvelle pas. Les moines invitent donc régulièrement les rares voyageurs de passage à séjourner au monastère, et les incitent à y habiter à tout jamais. Un moine du nom de Talu voulut aller plus loin, en proposant de kidnapper des personnes à bord d'avions pour les emmener vivre à Shangri-La. Pour cela, il s'engagea dans l'armée et fut formé comme pilote aux États-Unis. Puis, des années plus tard, il trouva l'occasion de réaliser son plan en détournant un avion à Baskul et en amenant les quatre passagers sur place. Son plan réussit, mais causa sa mort.
Lors de sa dernière audience avec Conway, le Grand Lama annonce qu'il ne va pas tarder à mourir et lui confie la gestion du monastère. Juste après, le vénérable s'éteint et le diplomate s'en retourne chamboulé dans ses appartements. C'est alors qu'il rencontre Mallinson, plus que jamais décidé à partir. Ce dernier a en effet réussi à convaincre une troupe de porteurs de les ramener vers la « civilisation », accompagné de Lo-Tsen. Il tente aussi désespérément de rallier à sa cause son supérieur. S'ensuit alors une longue dispute entre eux deux, Conway tentant de persuader Mallinson de l'aspect mystique des lieux, alors que celui-ci n'y croit nullement, de par son point de vue prosaïque. Finalement, Conway accepte à regret de l'accompagner et de rentrer chez lui, non sans avoir regardé une dernière fois le mystérieux Shangri-La.
Ainsi s'arrête le manuscrit de Rutherford, l'amnésique ne lui ayant pas donné de précision sur ce qui s'était déroulé entre le départ du monastère et l'arrivée dans la mission chinoise où il fut recueilli.

### Épilogue
Longtemps après la réception à Berlin, le neurologue revoit à Delhi (Inde) son ami Rutherford qui rentrait de Kachgar (Chine). Rutherford a cherché par tous les moyens à connaître cet épisode manquant et aussi à déterminer ce qu'il était advenu de Conway après son départ de Bangkok. Sans doute avait-il cherché à regagner son paradis perdu... Rutherford a même lancé plusieurs détectives à sa recherche, mais tous ont échoué.
De même, il s'est rendu dans différents endroits où il espérait rencontrer Conway ou entendre parler de lui. Il supposait que le voyageur avait rejoint la frontière chinoise, n'ayant sans doute pas été en Birmanie, où il aurait risqué de rencontrer des officiels britanniques. Rutherford est même parti pour Yarkand et Kachgar, à l'extrême ouest de la Chine, afin d'en savoir plus sur les possibilités de franchir la cordillère du Kunlun, sans apprendre grand chose. Il a tout de même rencontré un voyageur américain ayant déjà exploré la région. Ce dernier lui expliqua avoir entendu parler d'une légende à propos d'une montagne en forme de cône, mais il n'y prêtait pas crédit, doutant que le paysage décrit par Conway corresponde à la réalité, aucun sommet de cette chaîne ne pouvant atteindre plus de huit mille mètres. Quant à la possibilité pour des moines de lamaseries de vivre très longtemps, il affirmait que c'est un lieu commun dont il est souvent fait mention dans les récits sur les Tibétains, mais qui est invérifiable. Bref, cet homme ne fournit aucune piste intéressante, si ce n'est qu'il rencontra vers 1911 au Tibet une expédition en groupe pour le compte d'une société géographique américaine. Le meneur lui raconta avoir rencontré près du Kunlun un Chinois transporté en palanquin par des indigènes. Celui-ci parlait très bien l'anglais et lui avait proposé de le conduire à sa lamaserie toute proche. Mais l'explorateur avait décliné l'invitation et poursuivi son chemin. Rutherford ne peut certifier qu'il s'agissait de Shangri-La, mais reconnaît que la ressemblance est troublante.
Autre coïncidence, au milieu du XIXe siècle, un professeur globe-trotteur allemand avait quitté Iéna pour le Tibet. L'homme, qu'on ne revit plus et qui se serait noyé dans une rivière, s'appelait Frédéric Meister. Or, un des personnages évoqué par le récit de Conway porte aussi ce nom. Mais Rutherford n'a rien trouvé à propos des autres personnages que Conway avait mentionné, pas même de Mallinson. Tout comme il n'a trouvé nulle part mention de Shangri-La. Bref, il n'a découvert aucun indice consistant. À croire que ce lieu n'a jamais existé.
Mais lors de son enquête à la mission chinoise, il a découvert l'indice le plus surprenant de tous. Là-bas, on lui a appris le nom du docteur qui avait accueilli le pauvre hère et qui travaille désormais dans un hôpital de Shanghai. L'homme en question lui a révélé que l'amnésique lui fut amené par une femme chinoise, qui était atteinte de fièvre et mourut très rapidement. Il ajouta qu'elle « était plus âgée qu'il est possible de l'être, elle était plus âgée que la plus vieille des personnes [qu'il ait] jamais vue. » Il s'agissait sans doute de Lo-Tsen qui, ayant quitté le monastère, avait repris l'âge très avancé qu'elle aurait dû atteindre si elle n'y avait pas séjourné. Mais le mystère demeure quant à savoir si Conway a enfin pu regagner Shangri-La.

## Sources d'inspiration
L'auteur n'est peut-être jamais allé dans les régions qu'il décrit et a rédigé son ouvrage chez ses parents à Woodford Green (nord-est de Londres). Mais il s'est basé sur une solide documentation, provenant en particulier du British Museum,, :

### Sources graphiques

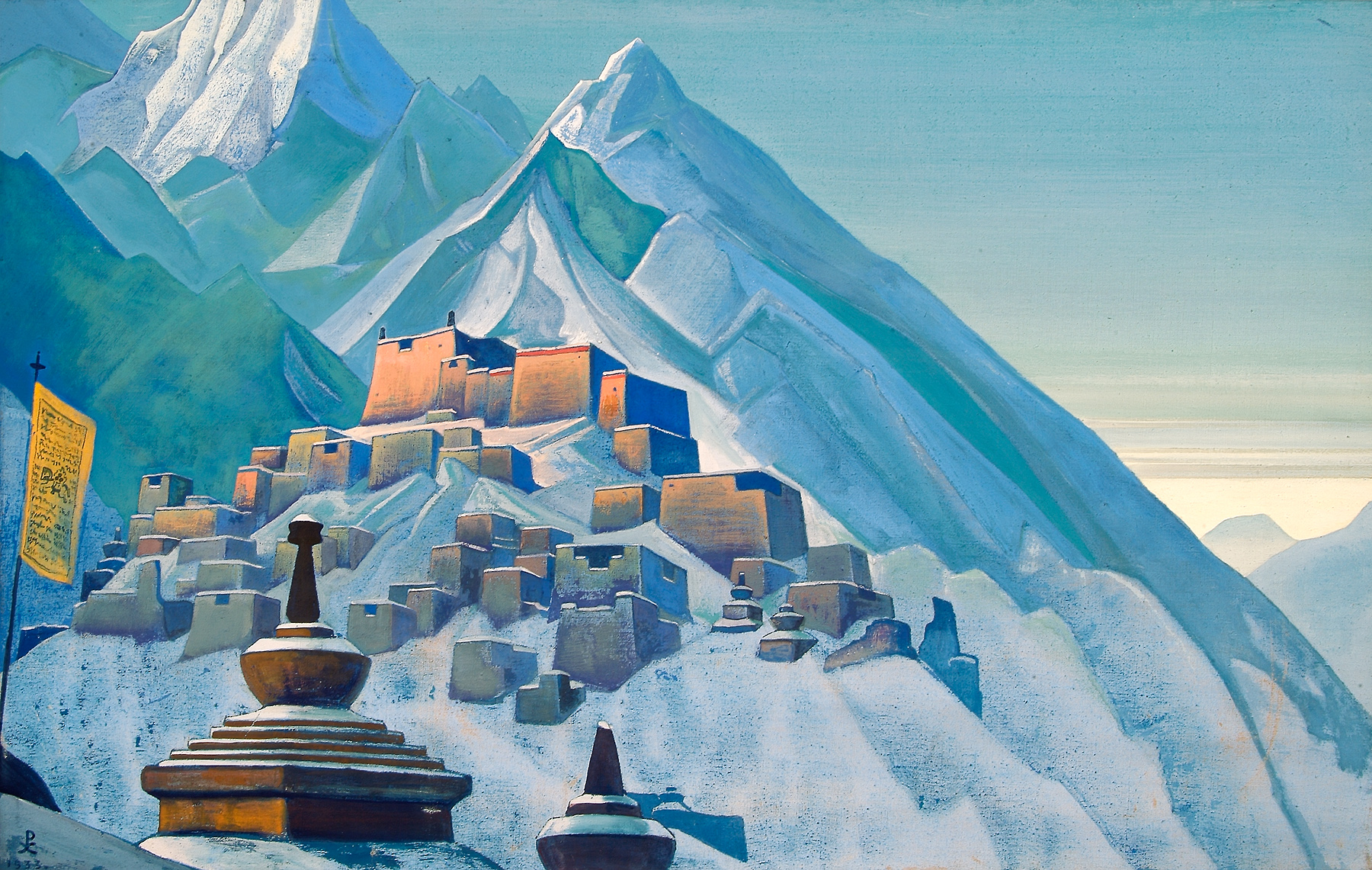
Nicolas Roerich, Tibet, Himalaya, 1933. Tempera sur toile.

L'année d'écriture de l'ouvrage, en avril 1933, l'expédition aérienne Houston Wasteland fut la première à survoler l'Everest et à en rapporter des photos aériennes. Les avions utilisés ont décollé de l'aérodrome de Lalbalu, près de Purnia, en Inde, à quelque 240 kilomètres au sud-est du mont. Il est envisageable que ces photos aient inspiré l'auteur pour son roman.
Auparavant, James Hilton voulait intituler celui-ci « Blue Moon », en référence au mont Karakal, qui domine Shangri-La. Il est également possible que le choix du nom ait été influencé par les dessins de Nicolas Roerich, peintre symboliste russe ayant représenté les paysages montagneux qu'il observait de manière bleutée.

### Œuvres d'inspiration
Deux ans avant l'écriture du roman, en 1932, est paru le film allemand La Lumière bleue, réalisé par Leni Riefenstahl. On ignore s'il a inspiré l'auteur, ni même si celui-ci le connaissait, mais des similitudes entre les deux œuvres sont notables. Le film, inspiré d'une légende (ici allemande), baigne dans une ambiance mystique, romantique, puis finalement tragique. De plus, il se déroule dans un cadre montagnard, où une mystérieuse lumière bleue brille lors de la pleine lune.

### Inspiration des personnages

#### Conway et les expéditions montagnardes

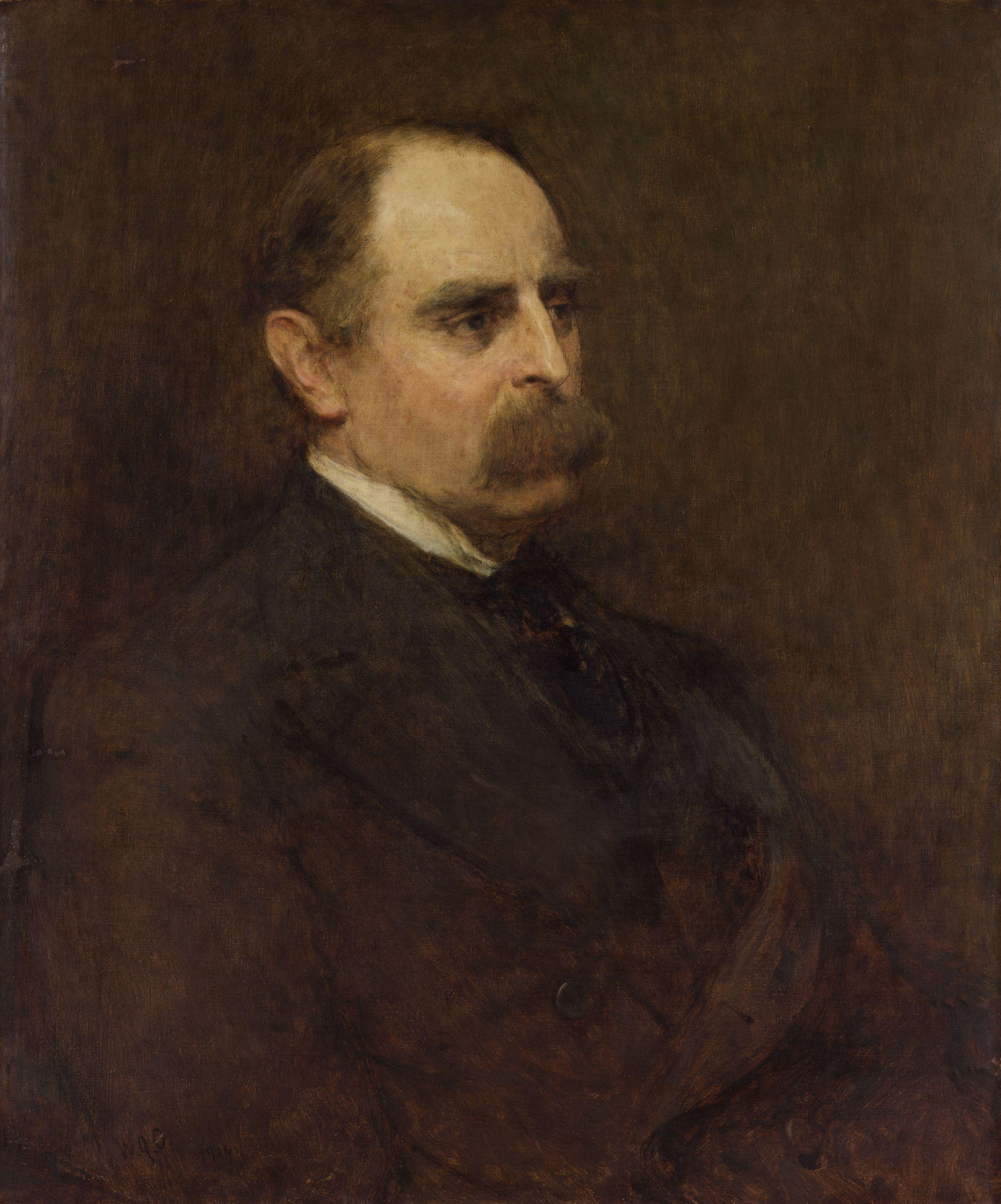
Portrait de Francis Younghusband, par William Quiller Orchardson, National Portrait Gallery de Londres.

Conway est inspiré par plusieurs personnalités historiques, telles que Francis Younghusband. Cet explorateur britannique, représentant de son gouvernement, mena l'expédition militaire au Tibet de 1903 à 1904, consistant à favoriser l'invasion du Tibet par l'Armée des Indes britanniques. Il s'agissait de forcer le pays à s'ouvrir à des relations avec le Raj britannique et de contrer l'influence de l'Empire russe dans la région. Partant de la province indienne du Sikkim, les troupes pénètrent au Tibet et parviennent à Lhassa. Sur place, le meneur signe la convention entre la Grande-Bretagne et le Tibet au palais du Potala. Celle-ci permit aux Britanniques de s'établir dans le pays.
Sur le chemin du retour de son expédition, Francis Younghusband reçut une illumination spirituelle qui changea sa vie, après avoir été envoûté par sa découverte du pays. Animé par un amour envers le monde entier, il délaissa la guerre au profit de la paix, regrettant d'avoir mené son expédition invasive. Il s'adonna ainsi au New Age avant l'heure et créa à Londres le World Congress of Faiths (Congrès mondial des confessions), à l'image du Parlement mondial des religions, qui existe toujours actuellement.
Sa mission d'établir une convention entre le Royaume-Uni et le Tibet couronna de succès un projet déjà entamé plus d'un siècle plus tôt par la Compagnie britannique des Indes orientales. Cette dernière avait déjà envoyé un émissaire écossais du nom de George Bogle dans plusieurs régions d'Asie, dont le Tibet. À Shigatsé en 1774, cet homme rencontra et se lia d'amitié avec le 6e panchen-lama (Lobsang Palden Yeshe). Dans son journal, il explique « Quand je considère le temps que j'ai passé dans les montagnes, cela ressemble à un conte de fée » ; cet ouvrage, précieuse mine d'informations, pourrait avoir inspiré Hilton pour son Shangri-La.
Pour en revenir à Younghusband, cet homme a également dirigé la Royal Geographical Society, ainsi que le groupe qu'il a créé, le Mount Everest Committee. Cet organisme finança les expéditions de George Mallory, alpiniste britannique, autre source d'inspiration possible pour Conway. Celui-ci avait formé le projet d'escalader le mont Everest. Malgré ses échecs, il persista à vouloir en atteindre son sommet, « Parce qu'il est là » (Because it is there), selon son expression devenue depuis célèbre. Il participa notamment à l'expédition britannique à l'Everest de 1924, au cours de laquelle il disparut. Son cadavre, congelé et momifié, ne fut découvert qu'en 1999, par une expédition américaine en partie commanditée par la BBC et Nova, à l'altitude de 8 290 mètres sur la face nord de la montagne. D'ailleurs, il est fréquent que des alpinistes morts lors d'ascension de sommets aient leur cadavres perdus des décennies durant, avant d'être retrouvés, comme Maurice Wilson, à cause de l'inaccessibilité de la région.

#### Le père Perrault et les communautés religieuses

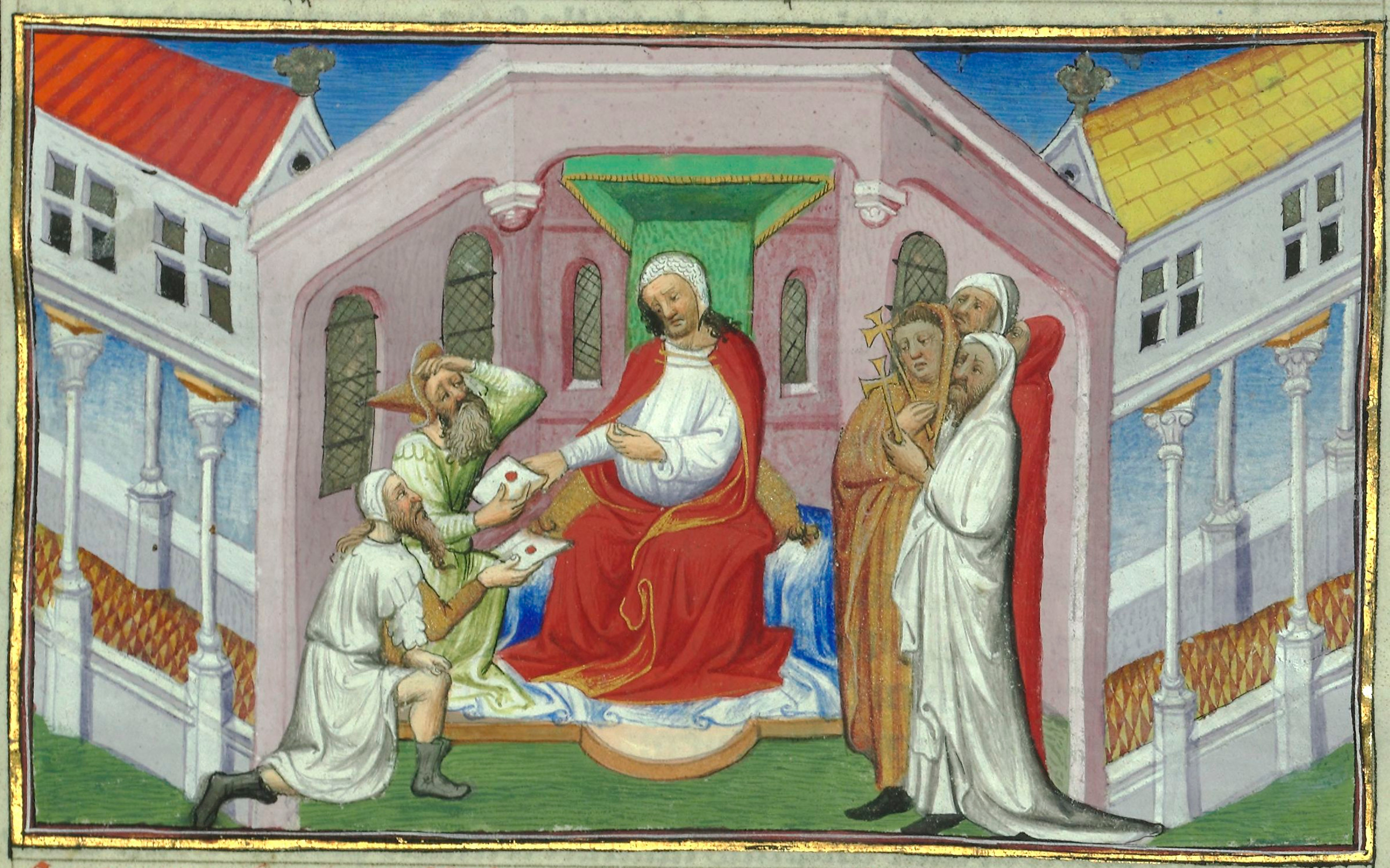
Illustration du Livre des merveilles de Marco Polo. Elle représente Toghril, chef de la tribu des Kéraït (Mongolie), convertie au nestorianisme depuis le début du XIe siècle.

Le père Perrault et sa communauté ont eux aussi plusieurs modèles d'inspiration, dont Antonio de Andrade. Ce prêtre jésuite portugais, premier européen connu à avoir véritablement pénétré au Tibet, était parti au XVIIe siècle sur la trace de mystérieux royaumes chrétiens (voir partie suivante). À Tsaparang, il ne trouva pas ce qu'il cherchait. Mais il put tout de même y bâtir en 1625 une église afin de convertir les locaux, soutenu par le gouvernement tibétain et plusieurs lamas. Cet homme sera imité par Ippolito Desideri, missionnaire jésuite italien. Il fut le premier Européen connu à résider à Lhassa (en 1716) et à pouvoir comprendre la langue et apprécier la culture tibétaine. Il étudia d'ailleurs les textes tibétains, tout comme son compatriote Francesco della Penna, missionnaire capucin. Sans oublier les Pères Évariste Régis Huc et Joseph Gabet, missionnaires français qui arpentèrent la Tartarie, le Tibet et la Chine en 1844 - 1846. Au fil de leurs pérégrinations, ces deux hommes manifestèrent de plus en plus de la sympathie envers les Tibétains et les Mongols (qui les acceptèrent). Tandis qu'ils exprimèrent de l'aversion pour les Chinois, qui dominaient alors ces deux peuples sous leur Dynastie Qing. Les écrits de tous ces religieux qui étudièrent le Tibet et sa culture permirent de les faire découvrir à l'Occident ; ce pays difficilement pénétrable resta pourtant largement méconnu jusqu'au milieu du XXe siècle.

### Shangri-La ou Shambhala?
Plusieurs voyageurs ont arpenté l'Asie, à la recherche du légendaire royaume du prêtre Jean, État chrétien tantôt localisé en Asie, tantôt en Afrique et que Marco Polo désigna comme formé de communautés nestoriennes. Ces religieux s'intéressèrent particulièrement au royaume de Gugé, situé à l'ouest du Tibet, qui abrita une brillante civilisation et dont la capitale se situait à Tsaparang. Celui-ci prospéra sur l'ancien royaume de Zhang Zhung, de religion bön, dont la capitale était peut-être située dans la vallée du Sutlej (District de Kinnaur, nord de l'Inde). Cette vallée est d’ailleurs nommée Shambhala dans certains textes bön, renvoyant à la contrée mythique du même nom, qui correspondrait dans la tradition chrétienne occidentale à ce royaume du prêtre Jean. Enfin, dans cette même région se trouverait l'accès au royaume Tagzig Olmo Lung Ring (nl), qui se situerait dans une autre dimension (relevant de la non-dualité) et qui rappelle le Shambhala.

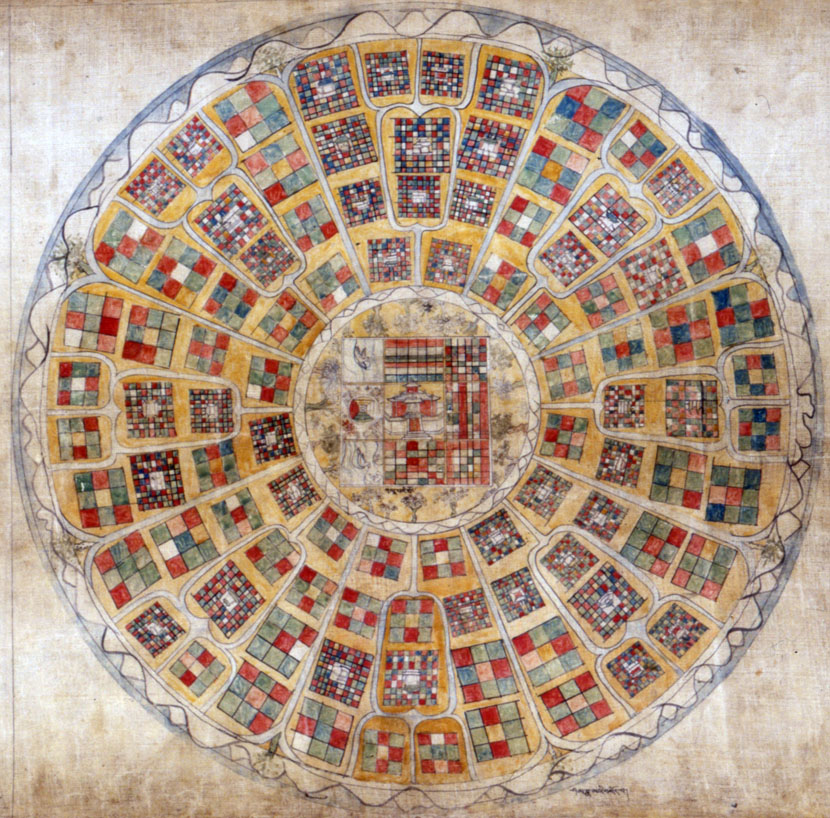
Peinture tibétaine du XVIe siècle représentant Shambhala, conservée au Rubin Museum of Art de New York.

Toutes ces contrées ont sans doute inspiré Shangri-La, en particulier Shambhala pour le toponyme lui-même, les sonorités étant proches. Mais la similitude ne s'arrête pas là. En effet, le Shambhala est un royaume mythique, oasis de paix isolé du monde et des chaos qui le secouent, dont le nom signifie en sanskrit « lieu du bonheur paisible ». Selon le tantra de kalachakra, il prend la forme d'une fleur de lotus à huit pétales (tout comme Tagzig Olmo Lung Ring), représentant chacun une zone montagneuse. Sa capitale Kalapa est une ville très belle, au milieu d'une plantation de bois de santal et de jardins merveilleux. Mais le Shambhala ne doit pas être considéré forcément comme un lieu géographique. Selon Chogyam Trungpa, Rinpoché tibétain créateur de la lignée Shambhala, il symbolise plutôt une vision des idéaux bouddhistes, de la sagesse et de l'espoir humain. Shangri-La semble elle aussi représenter cette vision.
Bien qu'étant un mythe hindo-bouddhiste, le Shambhala a bénéficié d'une popularité dans le monde entier, en particulier en Occident. Il est possible que le romancier se soit basé sur les écrits des différentes personnes ayant recherché cette contrée légendaire. Citons comme exemple Nicolas Roerich et sa femme Éléna, qui montèrent des expéditions visant à la découvrir entre 1924 et 1928. Les premiers européens à l'évoquer sont les prêtres jésuites portugais Estêvão Cacella et Joao Cabral, qui en parlèrent dans leur lettre de 1627. Depuis, différents spécialistes ont tenté de la localiser, essentiellement dans l'Himalaya. Mais certains d'entre eux, comme Sándor Kőrösi Csoma, fondateur de la tibétologie en tant que discipline, le situent dans la chaîne de montagne de l'Altaï. Le mont Béloukha, sur la frontière entre le Kazakhstan et la Russie, en serait même une porte d'entrée.

### Possibles sites d'inspiration

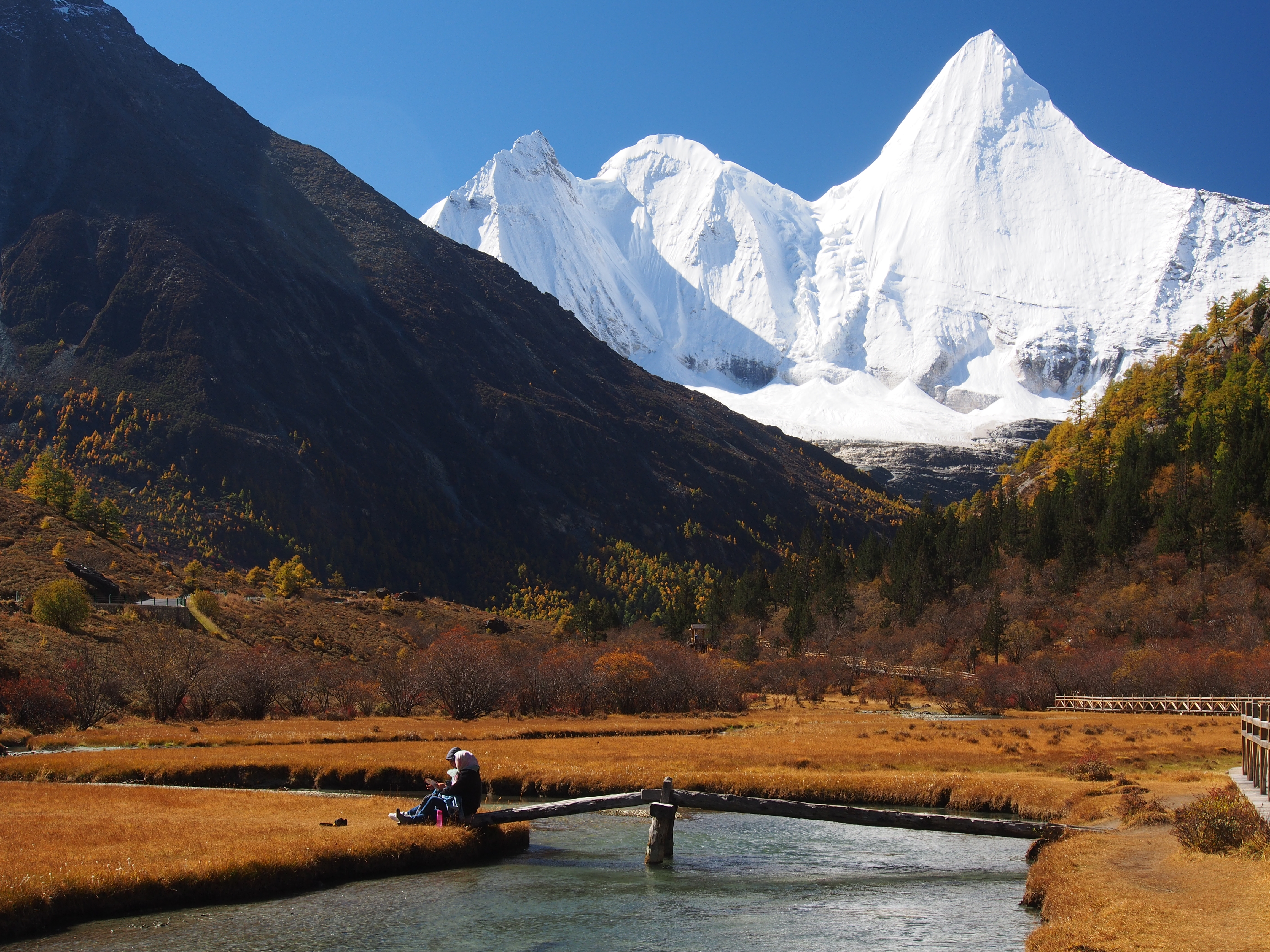
Mont sacré Jambeyang

Hilton s'est beaucoup basé sur les reportages de Joseph Rock, géographe américain d’origine autrichienne, publiés dans le National Geographic, décrivant ses explorations de l'ancien royaume de Muli. Celui-ci, situé dans l'actuel xian autonome tibétain de Muli, exista de 1648 à 1952 et servit aussi d'inspiration pour le roman. Les avocat américain Ted Vaill et Peter Kilka, spécialistes de l'alpinisme, ont mené l'enquête pour découvrir quel site aurait inspiré le monastère. Ils ont notamment interrogé Jane Wyatt, actrice qui a joué dans le film de Capra. Elle leur confirma que Hilton s'était principalement inspiré des écrits de Joseph Rock. Les deux hommes ont aussi signalé la similitude entre le mont fictif du Karakal et le Jambeyang. Ce sommet de la réserve naturelle de Yading, avoisinant l'ancien royaume, est lui aussi en forme de pyramide enneigée.

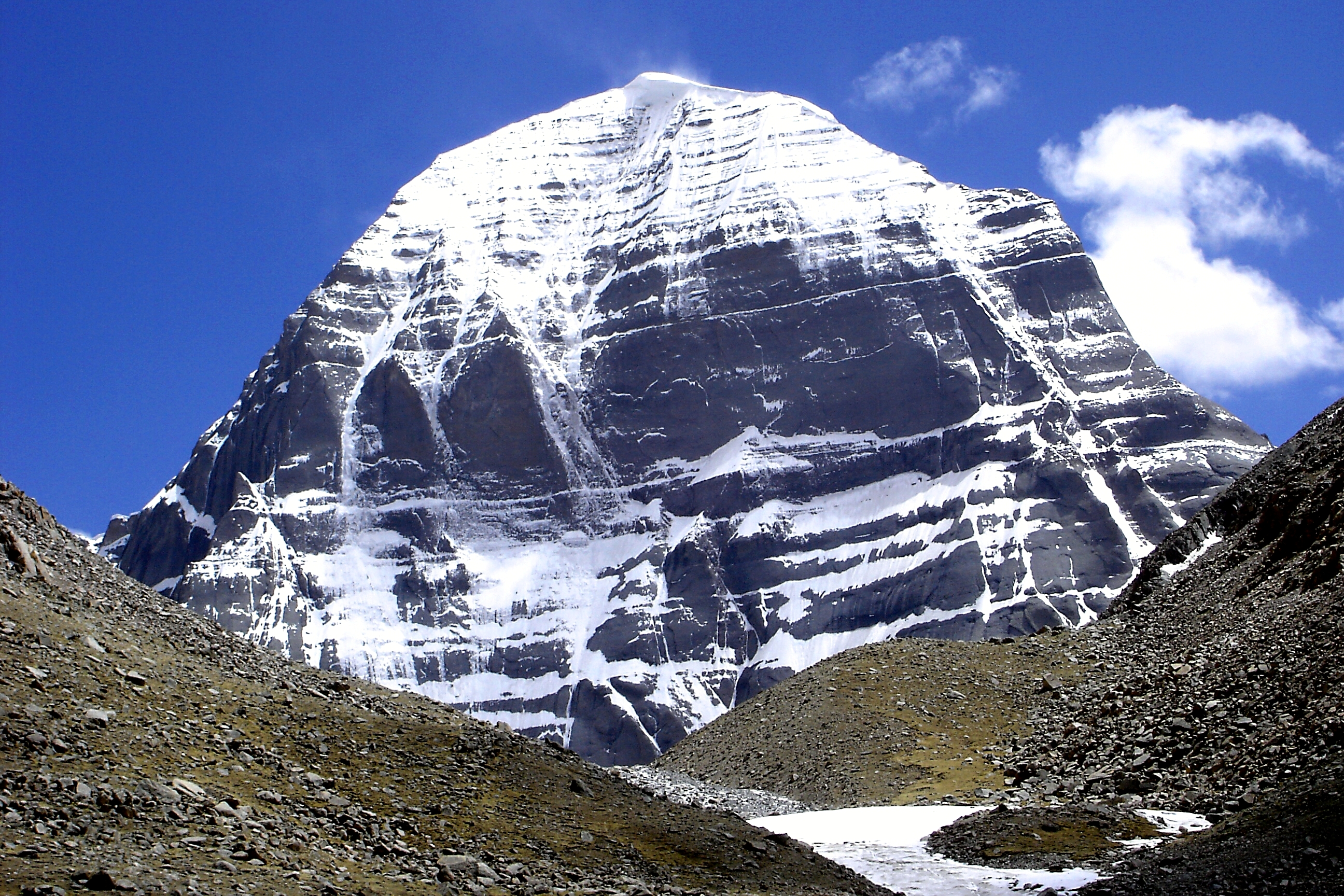
Vue de la face nord du mont Kailash, qui aurait inspiré le Karakal.

Toutefois, la montagne fictive aurait tout aussi bien pu être inspirée par l’Everest ou le Kailash. D'autres spécialistes comme Michael McRae présument comme autre source d'inspiration le canyon du Yarlung Tsangpo, au Tibet. Quant au nom de « Karakal », il évoque celui de la chaîne de montagne Karakoram. L'auteur Christian H. Godefroy (en) explique qu'Hilton s'est inspiré de la vallée de la Hunza (dans le Karakoram au Pakistan), que l'auteur visita quelques années avant la rédaction de son ouvrage. Selon Godefroy, la description de la vallée imaginaire ressemble à celle de cette vallée réelle, où les habitants vivent centenaires.

### Caractéristiques du Tibet
James Hilton nourrit son roman de différents éléments caractérisant le Tibet, bien qu'étant souvent transformés pas les témoignages occidentaux sur lesquels il s'est basé. Il perpétue ainsi une vision fantasmée de cette région asiatique, qui perdure encore de nos jours.
Shangri-La est un lieu riche dans tous les sens du terme, puisqu'il est entouré de gisements d'or. Ce qui est plausible, étant donné que le Tibet compte ce métal précieux parmi ses nombreuses ressources minières. D'ailleurs, ce pays est depuis des siècles associé à l'or et autres richesses aux yeux des Européens. Cette richesse a participé à l'intérêt des Européens envers ce pays, qui s'est accru par la suite grâce à la spiritualité.
Depuis la seconde moitié du XIXe siècle, l'Europe connaît un engouement envers le spiritisme, centré en particulier sur le Tibet. On le voit en particulier chez les théosophes. Helena Blavatsky, Georges Gurdjieff et Walter Evans-Wentz (qui traduisit le Bardo Thödol, le Livre des morts tibétain) font partie des figures de ce mouvement. Les idées qui en découlent influencent l'auteur pour son roman, tout en associant depuis ce pays à la spiritualité dans l'imaginaire occidental, notamment à travers le courant New age.

## Impact culturel
Le roman, qui eut du succès à l'époque de sa sortie, est aujourd'hui tombé dans l'oubli. Il a toutefois marqué la culture occidentale, jusqu'à aujourd'hui, :

### Succès éditorial
Le roman n'eut pas tout de suite du succès. Celui-ci arriva après que l'auteur publie son autre futur best-seller en 1934, Goodbye, Mr. Chips. Cette même année, il remporta le prestigieux prix littéraire Hawthornden. Ces deux romans ont plus de points communs qu'il n'y paraît, bien que se déroulant dans des décors complètement différents. Si l'on en croit Brian Stableford, dans sa préface de l'édition de 2006 de Lost Horizon, ces œuvres sont intimement personnelles pour l'auteur. Dans les deux livres, les héros considèrent leurs années d'école comme la période la plus heureuse de leur vie ; en effet, Conway avait perdu l'insouciance de ses années d'études en s'engageant dans la guerre. De même, quand ce dernier se voit demander s'il existe un lieu hors du monastère lui ressemblant un tant soit peu, il répond qu'il pense en partie à l'université anglaise d'Oxford. Tandis que le héros de l'autre roman, Mr Chipping (surnommé Mr Chips) enseigne dans une école fictive des Fenlands, région de l'est de l'Angleterre. Dans les deux romans aussi, les héros à l'âme lasse trouvent loin de chez eux de quoi assouvir leurs désirs. Pour finir, les deux romans ont été rapidement adaptés au cinéma.
En 1939, la maison d'édition américaine Simon & Schuster publie dix classiques littéraires en format de poche à prix modique. Les Horizons perdus a ainsi été vendu à 2 514 747 exemplaires, se plaçant en tête des ventes.
À l'époque de sa parution, Les Horizons perdus permet aussi au lecteur de s'évader hors du contexte dramatique de cette époque d'entre-deux-guerres consécutive à la Grande dépression. C'est une période où les traumatismes de la Première Guerre mondiale sont encore présents et où se développent les prémices de la Seconde, avec la montée du fascisme en Europe. Parallèlement, depuis peu, la Chine s'est faite envahir militairement par le Japon. Cela explique l'état d'amère déception de Conway, diplomate œuvrant pour la Société des Nations, voyant l'état du monde se dégrader. Même si la situation géopolitique s'est améliorée depuis, de nouvelles problématiques apparaissent au fil du temps : le mythe de Shangri-La redevient ainsi régulièrement opportun, à chaque nouvelle époque,.

### Le Tibet vu de l'Occident
Plusieurs Tibétologues ont analysé le roman. Peter Bishop et Martin Brauen soulignent que Shangri-La relève plus d'une fabrication fantaisiste teintée d'Orientalisme, du point de vue d'un Occidental, que de la réalité culturelle du Tibet. Cela dit, il faut garder à l'esprit que le roman est écrit par un auteur qui n'était pas spécialiste de ce pays encore très peu connu et qui lui-même n'avait peut-être pas voyagé dans la région. En effet, l'intérêt pour ce pays était alors restreint aux cercles des orientalistes et des diplomates. Alexandra David-Néel, progressivement, participa à le faire connaître au grand public au cours du XXe s, à travers ses récits de voyage et ses romans.
Mais surtout, Lost Horizon n'est pas un roman ethnographique, mais plutôt utopique, à l'instar de L'Utopie de Thomas More. C'est-à-dire qu'il décrit un lieu irréel, dans un Tibet fantasmé, où prospère une société imaginaire, coupée du reste du monde. Cela n'a pas empêché l'auteur à sa manière d'offrir au lecteur une vulgarisation de la culture tibétaine, à l'impact sans doute plus important auprès des gens que nombre d'ouvrages de référence sur le sujet. Il a aussi contribué à construire et véhiculer l'image d'Épinal du Tibet comme une région mystique, un paradis immaculé, inviolé par les conflits qui secouent le reste du monde. L’œuvre rejoint en cela Tintin au Tibet, célèbre bande dessinée d'Hergé.
Cette image angélique de ce pays persiste encore de nos jours et fait l'objet de contestation. Ainsi, l'écrivain tibétain Jamyang Norbu atténue la vision très belle de sa région d'origine en expliquant : "Il y a une sorte de perception New Age du Tibet, l'idée que même l'Ouest matérialiste sera sauvé par la spiritualité des bouddhistes tibétains. C'est un total non-sens. Les Tibétains ne sont pas en position de sauver quiconque, et eux-mêmes encore moins.".

### Les Horizons perdus,Shangri-La et la postérité
Le nom de Shangri-La a sans doute mieux connu la postérité que le roman lui-même, se retrouvant associé parfois de manière insolite, comme en témoigne cette page d'homonymes qui lui est consacré.
Lost Horizon connut tout de même différentes adaptations et fait l'objet de références dans nombre d'œuvres :

#### Littérature
- Return to Shangri-La, roman écrit en 1987 par Leslie Halliwell, imaginant une expédition à la recherche du monastère, qui se trouve au sud du Tibet, à la frontière avec la Birmanie  (ISBN 0-586-07081-8) ;
- The myth of Shangri-La: Tibet, travel writing, and the western creation of sacred landscape, documentaire de Peter Bishop, 1989 University of California Press ;
- Prisoners of Shangri-La: Tibetan Buddhism and the West, de Donald Sewell Lopez Jr., Université du Michigan, 1998 ;
- The Search For Shangri-La: A Journey into Tibetan History, documentaire de Charles Allen (en), 1999 ;
- Traumwelt Tibet. Westliche Trugbilder., documentaire de Martin Brauen, Berne, 2000  (ISBN 0834805464) ;
- Les Disparus de Shangri-La, livre documentaire de Mitchell Zuckoff, 2011.

#### Cinéma

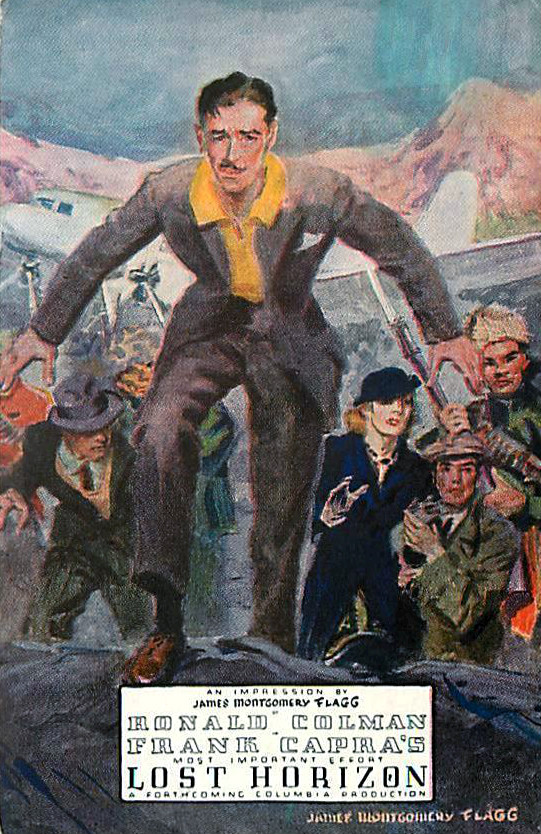
Carte postale promotionnelle pour le film Lost Horizon de 1937. Le recto de la carte présente une illustration de James Montgomery Flagg et le verso un message préimprimé de Ronald Colman, la star du film.

- Les Horizons perdus, film américain de Frank Capra (1937), première adaptation du roman au cinéma ;
- Les Horizons perdus, film américain de Charles Jarrott (1973), remake du précédent ;
- Finding Shangri-La reportage américain de Ted Vaill et Peter Kilka, sur leurs recherches des lieux qui ont inspiré le monastère, présenté au Festival du film de Cannes en 2007.

#### Spectacle
- Shangri-La (en), comédie musicale de produite en 1956 à Broadway. Les paroles sont de James Hilton, Jerome Lawrence (en) et Robert E. Lee (en), tandis que la musique est de Harry Warren.

#### Jeu vidéo
- Lost Horizon, jeu d'aventure en pointer-et-cliquer sorti en 2010.
- Lost Horizon 2 (de), sorti en 2015, suite du précédent se déroulant 20 ans plus tard.

#### Bande dessinée
- Plusieurs épisode des aventures de Picsou[j] :
  - Des capsules pour Tralla La, conçu par Carl Barks, sorti en 1954. La vallée utopique et inaccessible de Tralla La, entourée de montagnes et où les habitants vivent paisiblement, est une allusion évidente à Shangri-La.
  - Retour à Xanadu (ou Retour à Tralla La), suite du précédent, conçu par Don Rosa, paru en 1991. La vallée de Tralla La y est présentée comme ne faisant qu'un avec le légendaire Xanadu et abritant le trésor légendaire de Gengis Khan.
- Dans La Ligue des gentlemen extraordinaires : Le Dossier Noir, écrit par Alan Moore, illustrée par Kevin O'Neill et sorti en 2007, on apprend que le personnage d'Orlando (créé par Virginia Woolf) a profité de sa longue vie pour se ressourcer à Shangri-La.

#### Télévision
- Shangri-La, film documentaire de la série In Search of Myths and Heroes, réalisé par PBS et la BBC, présenté par l'historien Michael Wood (en) en 2005 ;
- "Search for Shangri-La" et "Shangri-La Found", épisodes 15 et 16 de la saison 2 de la série documentaire Expedition Unknown (en), diffusé en 2015 sur Travel Channel et présentée par Josh Gates (en).
- « Lost Horizon » est le nom du 12e épisode de la saison 7 de la série Mad Men.

## Éditions
Le roman fut publié septembre 1933 par Macmillan à Londres et par William Morrow (en) à New York. Puis, il fut réédité en 1939, par la maison d'édition américaine Simon & Schuster.
Il fut ensuite publié en français à plusieurs reprises :
- une première fois sous le titre Les Horizons perdus, Paris, Hachette, coll. « Atlantique », 1949 ;
- réédition, Paris, Ditis, coll. « J'ai lu » no 99, 1961 ;
- réédition, Paris, 10/18, coll. « Domaine étranger », no 1941, 1988  (ISBN 2-264-01129-7) ;
- réédition sous le titre Horizon perdu, Rennes, Terre de Brume, 2006 et 2013  (ISBN 978-2-84362-499-5)

## Galerie

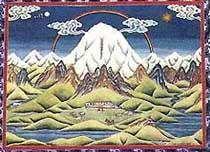
Thangka de la religion tibétaine Bön représentant le mont Kailash.
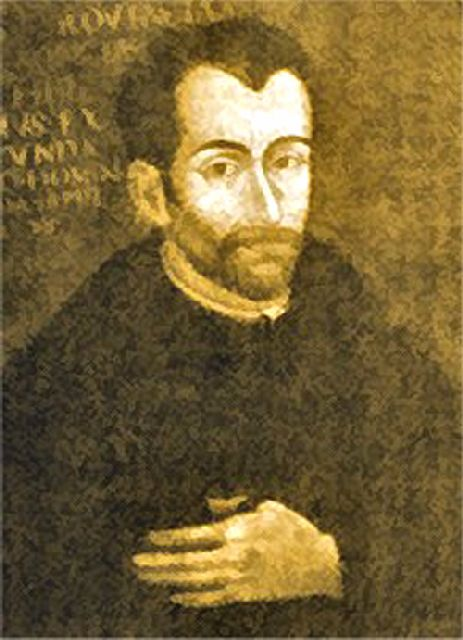
Antonio de Andrade, prêtre jésuite portugais, fondateur, au XVIIe siècle, de la mission jésuite au Tibet.
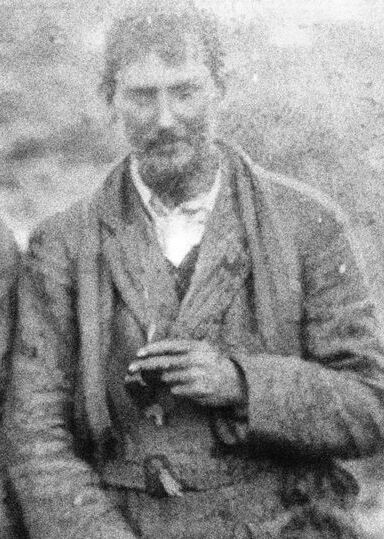
George Mallory en 1924, peu avant son ascension de l'Everest qui lui coûta la vie.
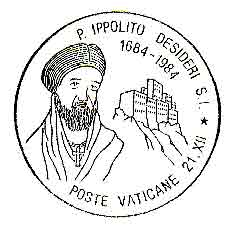
Tampon avec l'image d'Ippolito Desideri. Ce missionnaire jésuite italien du XVIIIe siècle fut le premier Européen à résider à Lhassa, au Tibet.
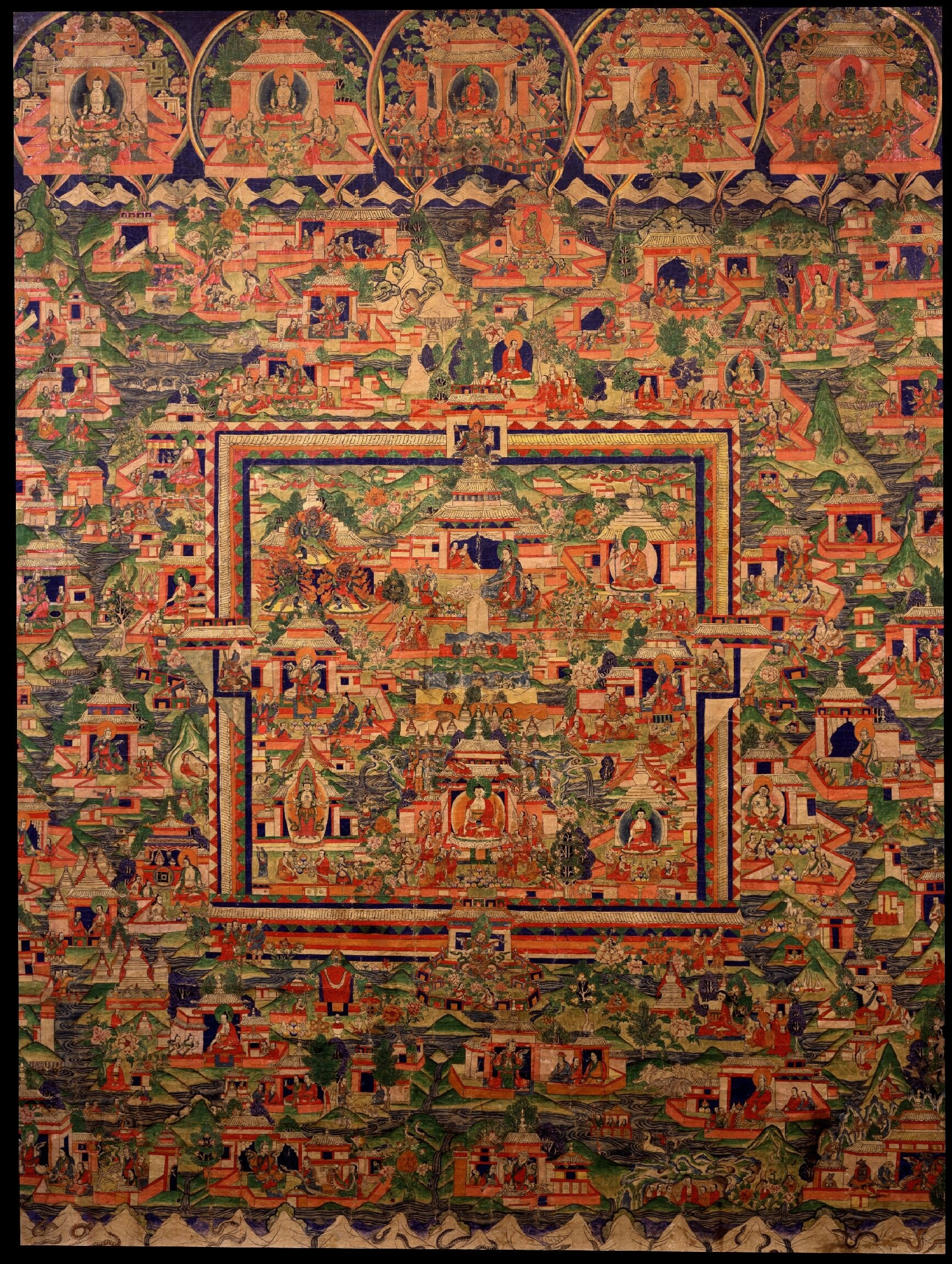
Tagzig Olmo Lung Ring, patrie de Tonpa Shenrab Miwoche (en). Peinture du XIXe siècle, Rubin Museum of Art, NYC.
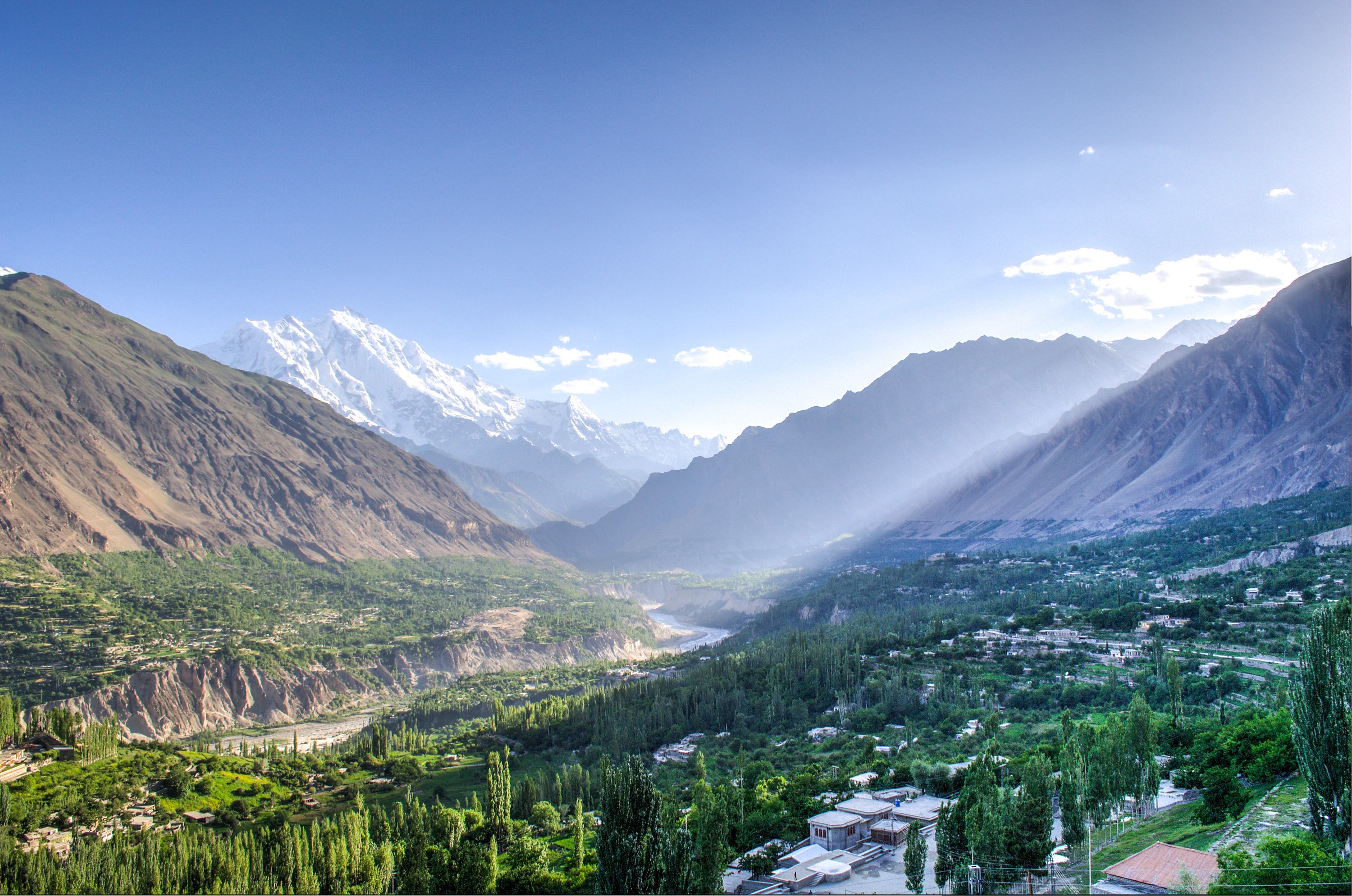
Vallée de la Hunza
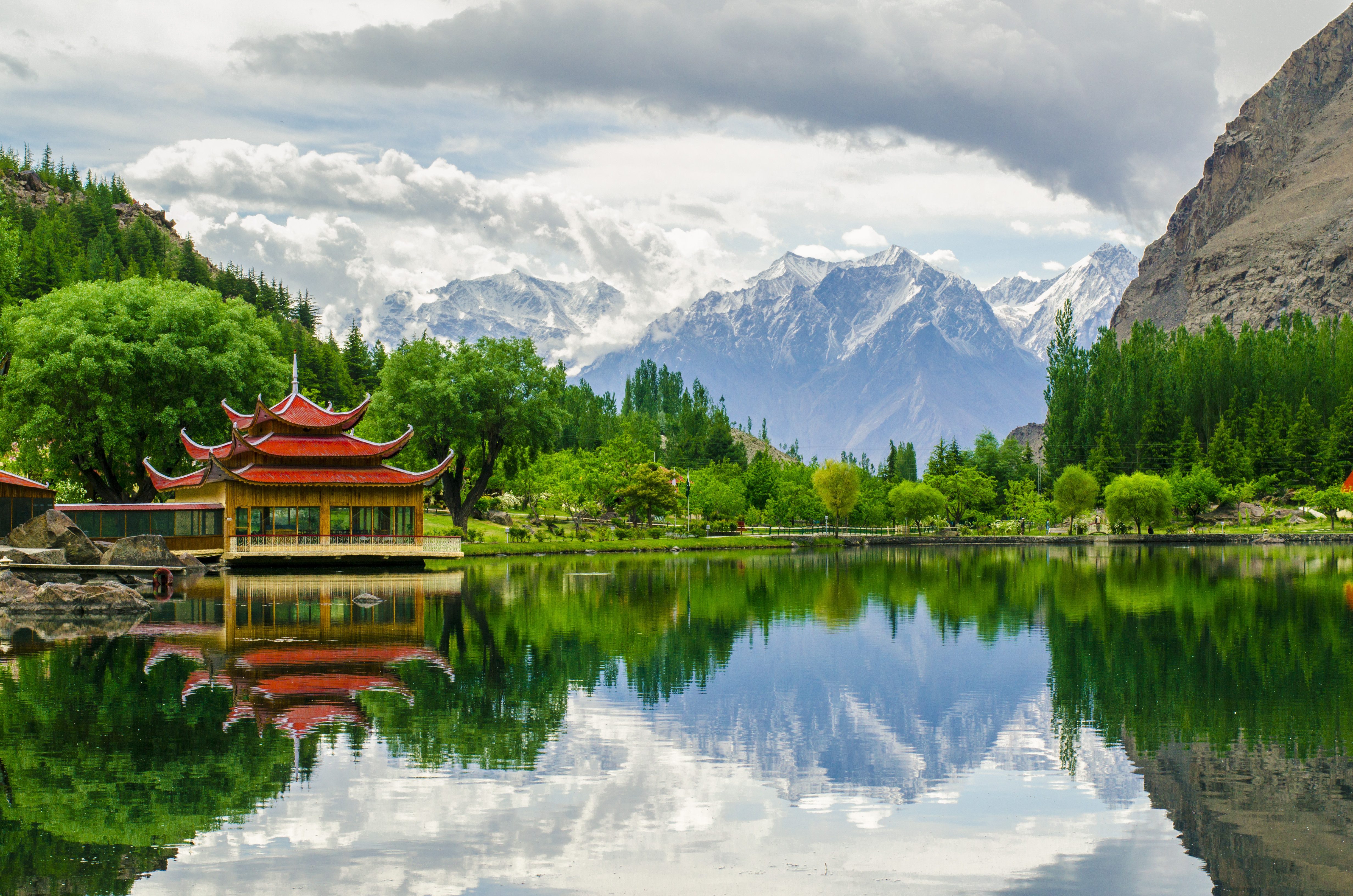
Lac inférieur de Kachura (en), aussi appelé Lac Shangrila, vallée de Skardu, Pakistan.